# Janusz Kukulski
Janusz Kukulski (ur. 25 września 1936 w Katowicach, zm. 26 sierpnia 2007 w Krakowie) – polski lekarz i działacz sportowy Cracovii, autor prac poświęconych historii sportu.

## Życiorys
W 1964 ukończył studia na Akademii Medycznej w Krakowie. Był autorem wielu publikacji o Cracovii oraz piłce nożnej w Polsce i na świecie. Kolekcjonował odznaki klubów i federacji piłkarskich. Zgromadził ich ponad dwadzieścia tysięcy.
Był działaczem sekcji piłkarskiej i piłki ręcznej kobiet Cracovii. Wyczynowo grał w szachy. Odznaczony Złotą Odznaką za Pracę Społeczną dla miasta Krakowa oraz Medalem Merenti KS Cracovia i Złotą Odznaką Jubileuszową 100-lecia Cracovii. Został pochowany na cmentarzu Rakowickim w Krakowie.

## Publikacje
- 60 lat SKS Cracovia 1906-1966, wyd. 1966 (z Tomaszem Doboszem)
- Światowa piłka nożna, wyd. 1974
- Najlepsi piłkarze świata A-Z: kalejdoskop, wyd. 1978 (z Andrzejem Koniecznym)
- Światowe kluby piłkarskie, wyd. 1978 (z Andrzejem Koniecznym)
- Światowa piłka nożna. Cz. 2, wyd. 1979
- 60 lat Okręgowego Związku Piłki Nożnej w biało-niebieskich barwach Krakowa 1919-1979, wyd. 1980
- Światowa piłka nożna: (1977-1983), wyd. 1986
- 80 lat KS "Cracovia" : 1906-1986, wyd. 1986
- Pierwsze mecze, pierwsze bramki ... : piłkarstwo krakowskie od kolebki do założenia Krakowskiego Okręgowego Związku Piłki Nożnej, wyd. 1988
- 70 lat - Krakowski Okręgowy Związek Piłki Nożnej: 1919-1989, wyd. 1989